# Heimart von Linsingen
Hans Heimart Ferdinand von Linsingen (* 12. März 1818 in Lüneburg; † 19. Juli 1894 in Dessau) war ein preußischer Generalmajor.

## Leben

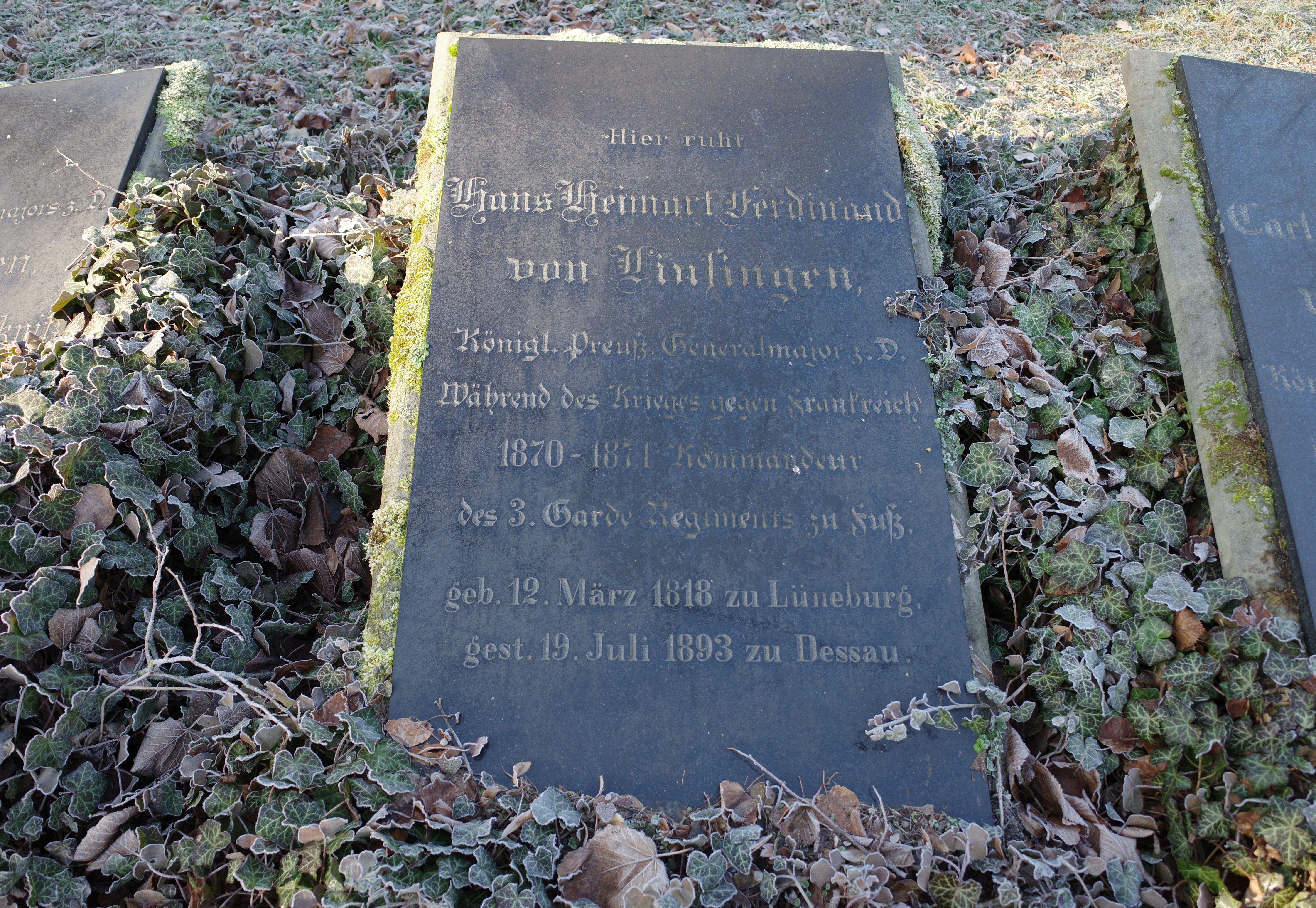
Ruhestätte in Dessau

### Herkunft
Heimart war der Sohn des hannoverschen Generalleutnants Georg Karl Friedrich von Linsingen (1792–1870) und dessen Ehefrau Sophie, geborene Volger (1799–1848). Der spätere preußische Generalmajor Ernst Wilhelm von Linsingen (1821–1895) war sein jüngerer Bruder.

### Militärkarriere
Linsingen besuchte die Gymnasien in Minden und Hildesheim. Anschließend trat er am 1. Dezember 1833 als Kadett in das 3. Infanterie-Regiment der Hannoverschen Armee ein. Nach kurzer Dienstzeit trat er am 17. Mai 1834 zur Preußischen Armee über und wurde als Musketier im 20. Infanterie-Regiment angestellt. Bis Februar 1837 avancierte er zum Sekondeleutnant und nahm 1848 während des Krieges gegen Dänemark am Gefecht bei Schleswig und Düppel teil. Im März 1849 kam Linsingen als Adjutant zum I. Bataillon des 20. Landwehr-Regiments und stieg im Juni 1850 zum Kompanieführer im III. Bataillon auf. Hier wurde er am 19. Juni 1851 zum Premierleutnant und drei Jahre später zum Hauptmann befördert. Linsingen war ab Mitte November 1857 Kompaniechef im 29. Infanterie-Regiment, bevor er am 1. Juli 1860 in das Infanterie-Regiment Nr. 69 versetzt und hier am 13. November 1860 zum Major befördert wurde. Als solcher war Linsingen ab 9. Juni 1863 Kommandeur des I. Bataillons und wurde in dieser Stellung am 8. Juni 1866 Oberstleutnant. Unter seiner Führung kämpfte das Bataillon 1866 im Feldzug gegen Österreich bei Münchengrätz und Königgrätz.
Am 8. Februar 1868 beauftragte man Linsingen unter Stellung à la suite mit der Führung des Infanterie-Regiments Nr. 67. Mit der Beförderung zum Oberst am 22. März 1868 wurde er Kommandeur dieses Regiments. Am 17. Juni 1869 wurde er von diesem Kommando entbunden und zum Kommandeur des 3. Garde-Regiments zu Fuß ernannt. Im Deutsch-Französischen Krieg kam Linsingen mit dem Regiment bei Gravelotte zum Einsatz, wo er verwundet und mit dem Eisernen Kreuz II. Klasse ausgezeichnet wurde. Mit weiteren Kriegsverlauf war Linsingen kurzzeitig vom 23. August bis 19. Oktober 1870 Führer der 3. Garde-Infanterie-Brigade. Er kämpfte bei Beaumont, Sedan, Le Bourget, Dagny sowie Pont-Iblon und nahm an der Belagerung von Paris teil. Nach dem Krieg erhielt er für seine Leistungen das Eiserne Kreuz I. Klasse, wurde am 4. Juli 1872 à la suite seines Regiments gestellt und zum Kommandeur der 12. Infanterie-Brigade ernannt. In dieser Stellung erfolgte am 22. März 1873 seine Beförderung zum Generalmajor. Am 15. Oktober 1874 wurde Linsingen unter Verleihung des Roten Adlerordens II. Klasse mit Eichenlaub mit Pension zur Disposition gestellt.
Linsingen war Rechtsritter des Johanniterordens.

### Familie
Linsingen hatte sich am 27. Januar 1848 in Brandenburg an der Havel mit Marie Luise Therese Maurer (1824–1868) verheiratet. Das Paar hatte folgende Kinder:
- Sophie Luise Elsbeth (1848–1863)
- Karl Wortwin Reinhard (1857–1890), Oberleutnant
- Therese Cornelia Meta  (* 2. Dezember 1859; † 23. September 1910)

⚭ 1877 (Scheidung) Max Albert Roeder (* 1847), Gutsbesitzer auf Schloss Stechau
⚭ 1900 Carl Heinrich Liesegang (* 1872)
- Roderich Heimart Wortwin (* 5. Mai 1861), Leutnant
- Burckhard Wolf Thilo (* 1. Oktober 1862; † 22. November 1943), preußischer Generalmajor

⚭ 1897 Therese von Arentschildt (* 25. November 1869; † 1. April 1908), Tochter des preußischen Generalleutnants Wilhelm von Arentschildt
⚭ 1910 Else von Schulzen (* 21. Februar 1874), Tochter des Landrats Cuno von Schulzen
- Klaudine Charlotte Adele (1864–1866)
- Pauline Constanze Cäcilie (* 22. Juni 1866) ⚭ 1885 Albrecht Holscher, Oberst a. D. (1840–1938)

Nach dem Tod seiner ersten Frau heiratete er am 3. Juli 1869 Johanna von Wülknitz (1846–1904). Das Paar hatte einen Sohn:
- Armin Cyriax Vollrad Vollrad (* 7. April 1870; † 7. August 1938) ⚭ 1908 Ida Gabriele Elisabeth Zürn (* 7. August 1880)